# 6. Strafsenat des Bundesgerichtshofes

6. Strafsenat des BGH mit den dazugehörigen Oberlandesgerichten:
Nürnberg
Bamberg
Braunschweig
Celle
Naumburg
Brandenburg
Rostock
Nicht eingezeichnet ist das OLG Saarbrücken

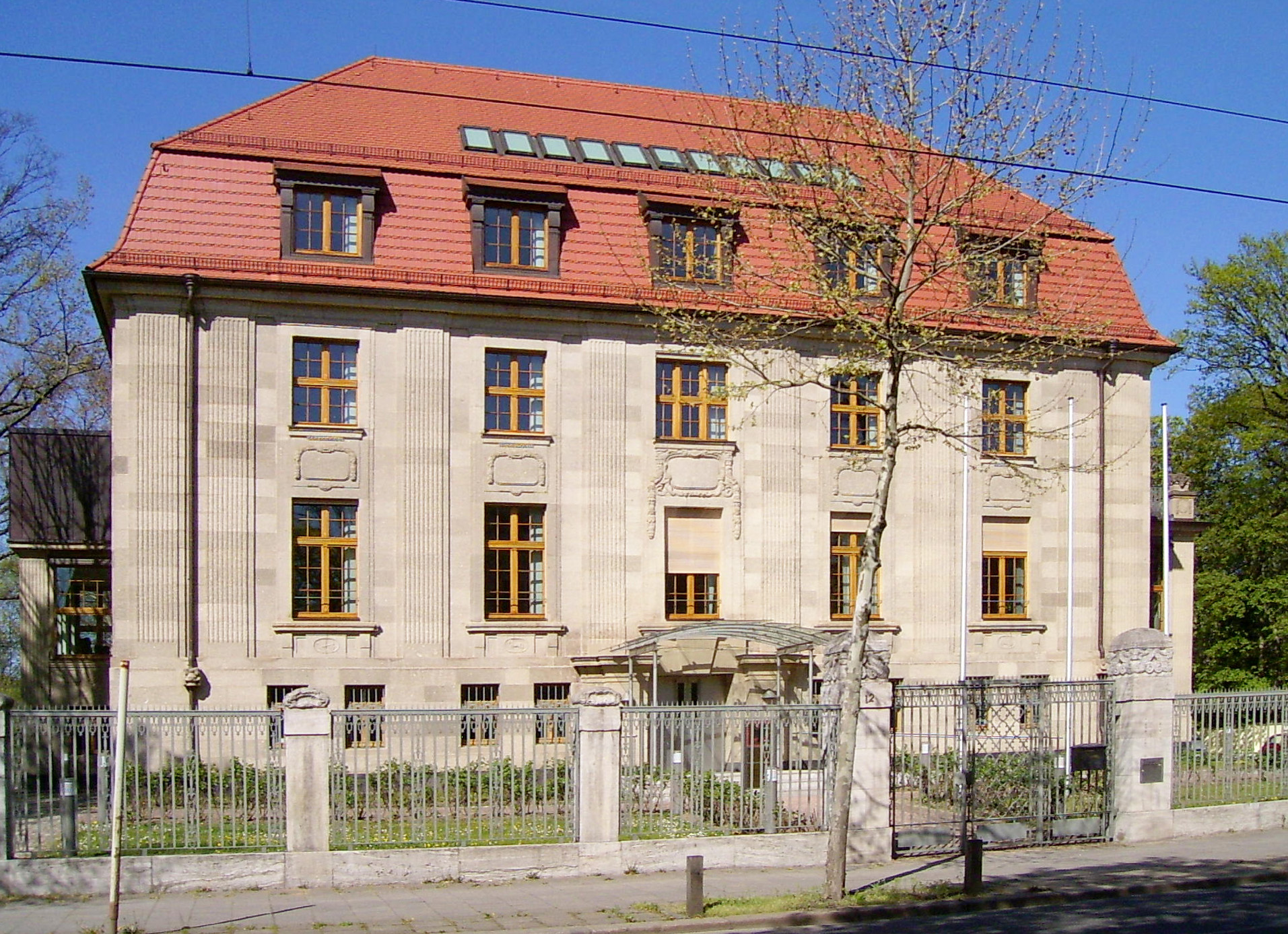
Leipziger Villa Sack, 5. und 6. Strafsenat

Der 6. Strafsenat des Bundesgerichtshofes ist einer von sechs Strafsenaten des Bundesgerichtshofs (BGH). Er wurde mit Wirkung zum 15. Februar 2020 mit Sitz in Leipzig errichtet und ist zusammen mit dem 5. Strafsenat in der Villa Sack untergebracht. Von 1954 bis zum 30. September 1956 existierte bereits einmal ein 6. Strafsenat.

## Errichtung

### 1954–1956
Der 6. Strafsenat wurde 1954 in Karlsruhe errichtet; ihm wurden die Staatsschutzsachen zugewiesen. Den Vorsitz übernahm Friedrich-Wilhelm Geier, der Senatspräsident des 5. Strafsenats. Zum 1. Oktober 1956 wurde der 3. Strafsenat aufgelöst und der 6. Strafsenat trug fortan die Bezeichnung 3. Strafsenat. Geier blieb noch bis 1958 Vorsitzender und übernahm dann den Vorsitz im 1. Strafsenat.

### Seit 2020
Zum 15. Februar 2020 wurde der 6. Strafsenat aufgrund von § 130 Abs. 1 S. 1 und Abs. 2 GVG erneut errichtet. Grund für die Errichtung des Senats in Leipzig ist die sogenannte Rutschklausel, die im Rahmen der Deutschen Einheit eingeführt wurde, wonach bei Neuerrichtung eines Zivilsenates in Karlsruhe ein bestehender Strafsenat aus Karlsruhe nach Leipzig verlegt werden muss. Die Bundesregierung vertritt die Ansicht, dass auch die Neuerrichtung eines Strafsenats in Leipzig die Vorgaben der Klausel erfüllt.

## Zuständigkeit
Der (neue) 6. Strafsenat hat von den anderen Strafsenaten die Zuständigkeit für Revisionen in Strafsachen für folgende Oberlandesgerichtsbezirke übernommen: Bamberg und Nürnberg (vom 1. Strafsenat), Rostock (vom 2. Strafsenat), Celle (vom 3. Strafsenat), Naumburg (vom 4. Strafsenat) und Brandenburg sowie Braunschweig und zuletzt des Saarländischen Oberlandesgerichtes (vom 5. Strafsenat). Ihm ist keine Sonderzuständigkeit zugewiesen.
Beim 6. Strafsenat handelt es sich wie beim 5. Strafsenat um einen sog. detachierten Senat des Bundesgerichtshofes, der in § 130 Abs. 2 des Gerichtsverfassungsgesetzes vorgesehen ist. Formell ist der rechtliche Sitz des 6. Strafsenates des Bundesgerichtshofes in Karlsruhe (§ 130 GVG), während der tatsächliche Sitz des Spruchkörpers in Leipzig ist. Ein Schriftsatz an den 6. Strafsenat kann deshalb auch in Karlsruhe beim „Stammsitz“ des Bundesgerichtshofes eingereicht werden.

## Besetzung
Der Senat hat folgende Besetzung (Stand: Juli 2024):
- Vorsitzende: Louisa Bartel
- Stellvertretender Vorsitzender: Burkhard Feilcke
- Beisitzer: Frank Tiemann, Marc Wenske, Jörn Fritsche, Mechthild Reichsgräfin von Schmettau, Olaf Arnoldi, Patrick Gödicke